# Пригородный сельсовет (Липецкая область)
Пригородный сельсове́т — сельское поселение в Усманском районе Липецкой области. 
Административный центр — село Пригородка.

## История
В соответствии с законами Липецкой области №114-оз от 02.07.2004 и №126-оз от 23.09.2004 сельсовет наделён статусом сельского поселения, установлены границы муниципального образования.

## Население
| 2010  | 2012  | 2013  | 2014  | 2015  | 2016  | 2017  |
| ----- | ----- | ----- | ----- | ----- | ----- | ----- |
| 6204  | ↘6044 | ↘5901 | ↘5862 | ↘5819 | ↘5741 | ↘5714 |
| 2018  | 2021  |       |       |       |       |       |
| ↘5710 | ↘5481 |       |       |       |       |       |

## Состав сельского поселения
| № | Населённый пункт    | Тип населённого пункта       | Население |
| - | ------------------- | ---------------------------- | --------- |
| 1 | Беляево             | железнодорожная площадка     | →84       |
| 2 | Бочиновка           | деревня                      | →621      |
| 3 | Медовка             | село                         | →343      |
| 4 | Песковатка-Боярская | село                         | →143      |
| 5 | Песковатка-Казачья  | село                         | →147      |
| 6 | Пригородка          | село, административный центр | ↗3399     |
| 7 | Стрелецкие Хутора   | село                         | →1477     |